# Língua árabe do noroeste
A Língua Árabe do Noroeste (também chamada Árabe Levantino Bedawi ou Árabe Noroeste Egípcio Bedawi) é uma subfamília proposta do árabe que incluiria dialetos tradicionais da península do Sinai, do Deserto Oriental Africano, do Negev, do sul da Jordânia, do noroeste da Arábia Saudita.
O dialeto do Maʿāzah no deserto oriental egípcio faz fronteira com o dialeto do povo Ababda, que fala um dialeto mais intimamente relacionado ao árabe sudanês.
Na Arábia Saudita, os dialetos da costa leste do Golfo de Aqaba, o Hisma e o Harrat al-Riha pertencem ao tipo árabe do noroeste, mas o dialeto da tribo Bili ao sul não está intimamente relacionado.

## Classificação
Os dialetos árabes do noroeste da Arábia exibem várias inovações do proto-árabe:
1. O reflexo sonoro de *q ([g])
2. A síndrome gaháwah: inserção de /a/ depois de X em sequências (C)aXC(V) onde X é /h/, /ʿ/, /ḥ/, /ġ/, ou /ḫ/, por exemplo gahwa(h) > gaháwa(h) "café", baġl > baġal "mula".
3. O artigo definido al- e o pronome relativo alli podem se tornar tônicos como parte integrante da palavra, por exemplo. álwalad, áljabal. O /a/ inicial é estável o suficiente para ser preservado após -ī (-iy), que é descartado: f-albēt, rāʿ-álġanam.
4. Uma série de itens lexicais beduínos típicos (gōṭar "ir", sōlaf "contar, narrar", ṭabb "chegar", nišad ~ nišád  "perguntar").
5. Ausência de tanwīn e seus resíduos.
6. Ausência de /n/ final no imperfeito, 2ª pessoa do feminino do singular, 2ª pessoa do masculino do plural e 3ª pessoa do masculino do plural.
7. O sufixo pronominal da 2ª pessoa do plural masculino é -ku (-kuw).
8. Variantes tônicas -ī e -nī do sufixo pronominal na 1ª pessoa do singular.
9. Plural com. formas haḏalla, haḏallāk, etc.
10. Inicial /a/ nas formas VII, VIII e X no perfeito, e tônica quando em posição que seja caracteristimente tônica
11. Inicial /a/ em vários substantivos irregulares (amm, aḫt, aḫwan, adēn, afám).

## Fonologia

### Consoantes
|                |                | Labial | Interdental    | Interdental | consoante dental/ Alveolar | consoante dental/ Alveolar | Palatal | Velar | Velar | Uvular | Faringeal | Glotal |
| plana enfatica | plana enfatica | Labial | plana enfatica |             |                            |                            | Palatal |       |       | Uvular | Faringeal | Glotal |
| -------------- | -------------- | ------ | -------------- | ----------- | -------------------------- | -------------------------- | ------- | ----- | ----- | ------ | --------- | ------ |
| Nasal          | Nasal          | m      |                |             | n                          |                            |         |       |       |        |           |        |
| Plosiva        | Surda          |        |                |             | t                          | tˤ                         |         | k     | kˤ    | (q)    |           | (ʔ)    |
| Plosiva        | Sonora         | b      |                |             | d                          |                            |         | ɡ     |       |        |           |        |
| Africada       | Africada       |        |                |             |                            |                            | d͡ʒ      |       |       |        |           |        |
| Fricativa      | Surda          | f      | θ              |             | s                          | sˤ                         | ʃ       | x     |       |        | ħ         | h      |
| Fricativa      | Sonora         | ð      | ðˤ             | z           | (zˤ)                       | (ʒ)                        | ɣ       |       |       | ʕ      |           |        |
| Vibrante       | Vibrante       |        |                |             | r                          | (rˤ)                       |         |       |       |        |           |        |
| Semivogal      | Semivogal      |        |                |             | l                          | lˤ                         | j       | w     |       |        |           |        |

- Os fonemas entre parênteses ocorrem H hindiy e Ṭuwara.

### Vogais
As vogais ocorrem em situações longas e curtas:
|         | Anterior | Posterior |
| ------- | -------- | --------- |
| Fechada | i iː     | u uː      |
| Medial  | eː       | oː        |
| Aberta  | a aː     | a aː      |

## Alofones
As vogais são reconhecidas como alofones nas seguintes posições:
| i [i]   | [ɪ]       | em posição relaxada                           |
| u [u]   | [ʊ]       | em posição relaxada                           |
| u [u]   | [o]       | ao preceder sons enfáticos                    |
| a [a]   | [ɐ]       | em posição relaxada                           |
| a [a]   | [ɑ]       | ao preceder ou seguir enfáticos               |
| eː [eː] | [ɛː]      | ao seguir fricativas enfáticas ou posteriores |
| oː [oː] | [ɔː]      | ao preceder consoantes velares                |
| aː [aː] | [ɑː]      | em ambientes velarizados                      |
| aː [aː] | [ɐː]      | ao seguir consoantes faríngeas                |
| aː [aː] | [ɛː ~ æː] | em posição neutra no dialeto Tarabin          |

### Imala
Alguns dos dialetos ocidentais do árabe do noroeste da Arábia (Sinai Central e Negev em particular) são caracterizados por um Imālado final da palavra árabe antigo *-ā(ʾ) em certos padrões de substantivos e adjetivos. A ênfase parece bloquear a mudança:
| Padrão                    | Exemplos |
| ------------------------- | --- |
| *qitāʾ, *qutāʾ            | štiy “estação chuvosa” ḥḏiy “calçado” d'iy "amaldiçoando" ndiy “chamar” zniy “adultério” ġniy “música” ʿšiy “oração da noite” dliy “baldes (pl.)” mliy “completo (pl.)” rwiy “bem regado (pl.)” minha "água"                                                      |
| *qita, *quta              | lḥiy “barbas” cinzenta “hospitalidade” hdiy “orientação correta” hj "aqui" |
| *qitlā(ʾ), *qutlā(ʾ)      | yimniy “lado direito” yisriy “lado esquerdo” sifliy “mó inferior” ʿilyiy “milstone superior” mi'ziy "cabras" ḥimmiy “febre” ḥinniy “henna” juwwiy "dentro" ḥiffiy “descalço (pl.)” música “Moisés” ʿīsiy “Jesus”                                                  |
| *qatlāʾ adjetivo feminino | sawdiy “preto” ṭaršíy “surdo” tarjíy “inclinando-se para baixo (chão)” šahabíy “cinza, azul claro” ḥawwíy “sal e pimenta, preto com manchas brancas (animal)” zargíy “azul” ʿawjíy “torto” šadfíy “canhoto, canhoto” ḥawlíy “vesga” safʿíy “orelha preta (cabra)” |

## Dialetos, sotaques e variedades
Existem várias diferenças entre os ramos ocidental e oriental do árabe do noroeste da Arábia:
1. No ramo oriental, o b- imperfeito não ocorre em linguagem coloquial simples, enquanto em todo o ramo ocidental está em uso regular.
2. O ramo ocidental faz uso de um genitivo analítico, šuġl, šuġlah, šuġlīn, šuġlāt como marcadores genitivos.
3. Os dialetos do ramo ocidental têm harmonia vocálica no performativo do imperfeito ativo da Forma I, enquanto no ramo oriental a vogal é principalmente generalizada /a/.
4. Nos dialetos do ramo oriental e do sul do Sinai, os reflexos de *aw e *ay são monotongos bem estabelecidos /ō/ e /ē/, geralmente após consoantes posteriores e também enfáticos. Na maioria dos dialetos do ramo ocidental, *aw e *ay foram parcialmente monotongados, mas os novos monotongos flutuam com fonemas longos /ō/ ~ /ū/, /ē/ ~/ī/.
5. Os dialetos do ramo oriental tendem (mas não estritamente) a eliminar a inicial /a/ nas formas gaháwah: ghawa ~ gaháwa, nḫala, etc. No Sinai e Negev, o /a / da sílaba inicial é preservada.
6. Os imperfeitos dos verbos I-w no ramo ocidental são do tipo yawṣal, yōṣal, enquanto no ramo oriental são do tipo yāṣal.
7. Sufixo de objeto feminino singular da 3ª pessoa: -ha/-hiy em Negev, -ha em todos os outros lugares.
8. Sufixo de objeto masculino na 3ª pessoa do singular: C-ah no ramo oriental, foneticamente condicionado C-ih/-ah no ramo ocidental, C-u(h)' ' no sul do Sinai.
9. 1ª pessoa do plural pronome do sujeito comum: ḥinna, iḥna no ramo oriental; iḥna, aḥna no ramo ocidental.
10. No ramo oriental e partes do Sinai, -a é o principal reflexo de -ā(ʾ) em ambientes neutros. No Negev e na parte leste do litoral norte do Sinai, é -iy, em ambientes posteriores -a.

## Características
A seguir estão alguns recursos arcaicos retidos de proto-árabe:
1. Distinção de gênero nos pronomes plurais de 2ª e 3ª pessoa, sufixos pronominais e formas verbais finitas.
2. Produtividade do Formulário IV (aC1C2aC3, yiC 1C2iC3).
3. A inicial /a/ no artigo definido al- e o pronome relativo alli.
4. Uso frequente e produtivo de diminutivos (glayyil "um pouco", ḫbayz "pão").
5. Ausência de variantes africadas de /g/ (< */q/) e /k/.
6. O uso da preposição locativa fi (fiy).
7. O sufixo pronominal invariável -ki da 2ª pessoa do feminino do singular.

## Dialetos, sotaques e variedades
Existem várias diferenças entre os ramos ocidental e oriental do árabe do noroeste da Arábia:
1. No ramo oriental, o b- imperfeito não ocorre em linguagem coloquial simples, enquanto em todo o ramo ocidental está em uso regular.
2. O ramo ocidental faz uso de um genitivo analítico, šuġl, šuġlah, šuġlīn, šuġlāt como marcadores genitivos.
3. Os dialetos do ramo ocidental têm harmonia vocálica no performativo do imperfeito ativo da Forma I, enquanto no ramo oriental a vogal é principalmente generalizada /a/.
4. Nos dialetos do ramo oriental e do sul do Sinai, os reflexos de *aw e *ay são monotongos bem estabelecidos /ō/ e /ē/, geralmente após consoantes posteriores e também enfáticos. Na maioria dos dialetos do ramo ocidental, *aw e *ay foram parcialmente monotongados, mas os novos monotongos flutuam com fonemas longos /ō/ ~ /ū/, /ē/ ~/ī/.
5. Os dialetos do ramo oriental tendem (mas não estritamente) a eliminar a inicial /a/ nas formas gaháwah: ghawa ~ gaháwa, nḫala, etc. No Sinai e Negev, o /a / da sílaba inicial é preservada.
6. Os imperfeitos dos verbos I-w no ramo ocidental são do tipo yawṣal, yōṣal, enquanto no ramo oriental são do tipo yāṣal.
7. Sufixo de objeto feminino singular da 3ª pessoa: -ha/-hiy em Negev, -ha em todos os outros lugares.
8. Sufixo de objeto masculino na 3ª pessoa do singular: C-ah no ramo oriental, foneticamente condicionado C-ih/-ah no ramo ocidental, C-u(h)' ' no sul do Sinai.
9. 1ª pessoa do plural pronome do sujeito comum: ḥinna, iḥna no ramo oriental; iḥna, aḥna no ramo ocidental.
10. No ramo oriental e partes do Sinai, -a é o principal reflexo de -ā(ʾ) em ambientes neutros. No Negev e na parte leste do litoral norte do Sinai, é -iy, em ambientes posteriores -a.